# Supporting Caste
Supporting Caste es el quinto álbum de estudio de la banda de punk canadiense Propagandhi. Se publicó en marzo del año 2009.
El disco fue publicado por los sellos G7 Welcoming Committee Records y Smallman Records en Canadá y Norteamérica respectivamente. En otros países fue editado por diferentes discográficas.
Es el primer álbum de Propagandhi con el guitarrista David Guillas, que forma parte de la banda desde 2006, convirtiéndose así en el cuarto componente del grupo.

## Lista de canciones
1. "Night Letters" – 3:53
2. "Supporting Caste" – 4:58
3. "Tertium Non Datur" – 3:17
4. "Dear Coach's Corner" – 4:52
5. "This Is Your Life" – 1:04
6. "Human(e) Meat (The Flensing of Sandor Katz)" – 2:48
7. "Potemkin City Limits" – 3:49
8. "The Funeral Procession" – 4:15
9. "Without Love" – 3:50
10. "Incalculable Effects" – 2:09
11. "The Banger's Embrace" – 2:13
12. "Last Will & Testament" – 15:16

## Personal
- Chris Hannah - Guitarra y voz
- Jord Samolesky - Batería
- Todd Kowalski - Bajo
- David Guillas - Guitarra